# JSLint
JSLint est un outil d'analyse statique du code source JavaScript qui a été développé par Douglas Crockford. Il est disponible principalement comme outil en ligne mais il existe également une version en ligne de commande. Le nom du logiciel fait allusion au premier analyseur statique de code d'UNIX, lint.

## Licence
La licence de JSLint est dérivée de la licence MIT. Le seul ajout est une clause indiquant « le logiciel doit être utilisé pour le Bien, pas pour le Mal ». Cette clause a empêché JSLint et ses dérivés d'être hébergés sur Google Code et d'être inclus dans la distribution Debian.